# Catharosoma mamillatum
Catharosoma mamillatum är en mångfotingart som beskrevs av Kraus 1955. Catharosoma mamillatum ingår i släktet Catharosoma och familjen orangeridubbelfotingar. Inga underarter finns listade i Catalogue of Life.